# Anisotes trisulcus
Anisotes trisulcus är en akantusväxtart som först beskrevs av Peter Forsskål, och fick sitt nu gällande namn av Christian Gottfried Daniel Nees von Esenbeck. Anisotes trisulcus ingår i släktet Anisotes och familjen akantusväxter. Inga underarter finns listade i Catalogue of Life.